# Pablo Perelman
Pablo Alejandro Perelman Ide (Santiago de Xile, 31 de desembre de 1948) és un director, productor, guionista i muntatgista xilè. Ha aconseguit importants reconeixements internacionals en la categoria de cinema independent amb les pel·lícules Imagen latente, Archipiélago i La lección de pintura.

## Biografia
Va estudiar enginyeria en la Universitat de Xile, però s'inclina aviat pel cinema i realitza estudis especialitzats a Brussel·les, Bèlgica.
El seu primer acostament amb el cinema es va produir com a assistent de producció a La tierra prometida (1972), dirigida por Miguel Littín. Després del cop d'estat de Xile de 1973 va romandre al país, i va codirigir amb Silvio Caiozzi, A la sombra del sol (1974).
Durant un període resideix en Mèxic i va filmar un migmetratge documental, en coautoria amb Littin i Jorge Sánchez, Crónica de Tlacotalpan.
De retorn a Xile, realitza amb el mínim de recursos materials, el seu llargmetratge Imagen latente. La pel·lícula va ser el primer film xilè on evidència els estralls de la dictadura militar. La cinta va ser censurada a Xile i només en 1990, quan el dictador Augusto Pinochet va deixar la Presidència, es permet la seva exhibició. Entretant, Imagen latentr és seleccionada per diversos festivals internacionals de cinema, rebent premis importants en Cuba, Itàlia, França i Estats Units.
En 1992, Perelman realitza el seu segon llargmetratge Archipiélago. Entre 1997 i 1999 realitza mitja dotzena de documentals per compte del Govern de Hondures. Així mateix realitza diversos espots i documentals breus, és autor de nombrosos telefilms: Laberintos, Y si fuera cierto, Crónicas de vida, Patiperros, produïts per Televisión Nacional de Chile.
El 2011 estrena la seva pel·lícula més costosa i internacional: La lección de pintura, coproducció entre Xile, Mèxic i Espanya. Es va estrenar a l'agost de 2011 al Festival de Gramado, Rio Grande (Brasil), on va guanyar el Kikito d'Or a la millor fotografia, i va arribar a Xile al febrer de 2012 després de passar pels festivals de Valladolid, Kerala (premi del públic) i de Guadalajara.

## Filmografia
Pel·lícules
- 1972: La tierra prometida (ajudant de direcció)
- 1976: Crónica de Tlacotalpan (codirecció)
- 1980: Samba Ye (direcció)
- 1981: Friedrichshafen (direcció)
- 1987: Imagen latente (guió i direcció)
- 1992: Archipiélago (guió i direcció)
- 2002: Ogú y Mampato en Rapa Nui (muntatge)
- 2002: Cazador de sombras (guió i direcció)
- 2011: La lección de pintura (guiço i direcció)
- 2014: La ciudad de los niños (guió)

Documentals
- Los Jaivas en vivo
- Laberintos
- Y si fuera cierto
- Crónicas de vida
- Patiperros

Videoclips
- * 1993: No sabes qué desperdicio tengo en el alma (direcció)

## Premis i nominacions
- 1988: Premi Especial del Jurat al Festival dels Tres Continents per Imagen latente.
- 1988: Nominació - Montgolfière d'or al Festival dels Tres Continents per Imagen latente.
- 1993: Nominació - Kikito d'Or al Festival de Gramado per Archipiélago.
- 1993: Gran Premi Coral al Festival Internacional del Nou Cinema Llatinoamericà de l'Havana per Archipiélago.
- 2011: Premi de l'Audiència al Festival Internacional de Cinema de Kerala per La lección de pintura.
- 2011: Nominació - Golden Crow Pheasant al Festival Internacional de Cinema de Kerala per La lección de pintura.